# Beauceville
Beauceville es una ciudad de la provincia de Quebec en Canadá. Está ubicada en el municipio regional de condado de Robert-Cliche y a su vez, en la región administrativa de Chaudière-Appalaches.

## Geografía
Beauceville se encuentra ubicada en las coordenadas 46°12′00″N 70°47′00″O / 46.20000, -70.78333. Según Statistics Canada, tiene una superficie total de 167.54 km² y es una de las 1135 municipalidades en las que está dividido administrativamente el territorio de la provincia de Quebec.

## Política
Beauceville es la sede del MRC de Robert-Cliche. El consejo municipal se compone del alcalde y de seis consejeros representando seis distritos territoriales. El alcalde actual (2015) es Luc Provençal, que sucedió a Jean-Guy Bolduc en 2009.
|                                       | 2005-2009       | 2009-2013                       | 2013-2017           |
| Alcalde                               | Jean-Guy Bolduc | Luc Provençal                   | Luc Provençal       |
| 1 - Moulin                            | Lévy Mathieu    | Lévy Mathieu                    | Marie-Andrée Giroux |
| 2 - Saint-François                    | Christian Duval | Renée Berberi                   | Renée Berberi       |
| 3 - Lambert Nord - Sainte-Caroline    | Paul Veilleux   | Paul Veilleux* Sylvain Bolduc** | Sylvain Bolduc      |
| 4 - Centre-Nord - Rivière-des-Plantes | Luc Provençal   | Claude Mathieu                  | Claude Mathieu      |
| 5 - Centre - Fraser - Rivière-Noire   | Sylvain Morin   | Dany Veilleux                   | Dany Veilleux       |
| 6 - Fraser Sud                        | Marc Mercier    | Steve Gosselin                  | Vincent Roy         |

Nota : * Al inicio del termo pero no al fin.  ** Al fin del termo pero no al inicio. # En el partido del alcalde.
Hace parte de las circunscripciones electorales de Beauce-Nord a nivel provincial y de Beauce a nivel federal.

## Demografía
Según el censo de Canadá de 2011, había 6354 personas residiendo en esta ciudad con una densidad de población de 37,9 hab./km². Los datos del censo mostraron que de las 6226 personas en 2006, en 2011 el cambio poblacional fue un aumento de 128 habitantes ( 2,1%). El número total de inmuebles particulares resultó de 2841 con una densidad de 16.96 inmuebles por km². El número total de viviendas particulares que se encontraban ocupadas por residentes habituales fue de 2662.